# Венесуэла на летних Олимпийских играх 1984
Венесуэла принимала участие в Летних Олимпийских играх 1984 года в Лос-Анджелесе (США) в десятый раз за свою историю, и завоевала три бронзовые медали. Сборную страны представляла 1 женщина. Это первый раз, когда сборная Венесуэлы выиграла более одной олимпийской медали.

## Бронза
- Бокс, мужчины — Марселино Боливар.
- Бокс, мужчины — Омар Катари.
- Плавание, мужчины, 200 метров, баттерфляй — Рафаэль Видаль.